# Gunnarsjö socken
Gunnarsjö socken i Västergötland ingick i Marks härad, ingår sedan 1971 i Varbergs kommun i Hallands län och motsvarar från 2016 Gunnarsjö distrikt.
Socknens areal är 43,00 kvadratkilometer varav 40,00 land. År 2000 fanns här 144 invånare.  Kyrkbyn Gunnarsjö med sockenkyrkan Gunnarsjö kyrka ligger i socknen.

## Administrativ historik
Socknen har medeltida ursprung.
Vid kommunreformen 1862 övergick socknens ansvar för de kyrkliga frågorna till Gunnarsjö församling och för de borgerliga frågorna bildades Gunnarsjö landskommun. Landskommunen uppgick 1952 i Kungsäters landskommun som 1971 uppgick i Varbergs kommun samtidigt som länstillhörigheten övergick till Hallands län. Församlingen uppgick 2006 i Kungsäters församling som 2012 uppgick i Veddige-Kungsäters församling..
1 januari 2016 inrättades distriktet Gunnarsjö, med samma omfattning som församlingen hade 1999/2000.  
Socknen har tillhört län, fögderier, tingslag och domsagor enligt vad som beskrivs i artikeln Marks härad.

## Geografi
Gunnarsjö socken ligger nordost om Varberg. Socknen är en kuperad och sjörik bergs- och skogsbygd med höjder som når 189 meter över havet. De största insjöarna är Botasjö som delas med Älekulla socken i Marks kommun och Stora Sävsjö.
I Flahult fanns förr ett gästgiveri.

## Fornlämningar
Lösfynd från stenåldern är funna.

## Namnet
Namnet skrevs 1530 Gwnnersrydh och kommer från kyrkbyn. Efterleden är ryd, 'röjning'. Förleden innehåller mansnamnet, Gunnar.

## Befolkningsutveckling
Befolkningen ökade från 489 1810 till 775 1880 varefter den minskade stadigt till 160 1990.
| Befolkningsutvecklingen i Gunnarsjö socken 1810–1990                                                    | Befolkningsutvecklingen i Gunnarsjö socken 1810–1990 | Befolkningsutvecklingen i Gunnarsjö socken 1810–1990 | Befolkningsutvecklingen i Gunnarsjö socken 1810–1990 | Befolkningsutvecklingen i Gunnarsjö socken 1810–1990 |
| --- | ---------------------------------------------------- | ---------------------------------------------------- | ---------------------------------------------------- | ---------------------------------------------------- |
| |                                                      |                                                      |                                                      |                                                      |
| År |                                                      |                                                      | Folkmängd                                            |                                                      |
| 1810 | 1810                                                 |                                                      | 489                                                  |                                                      |
| 1820 | 1820                                                 |                                                      | 460                                                  |                                                      |
| 1830 | 1830                                                 |                                                      | 564                                                  |                                                      |
| 1840 | 1840                                                 |                                                      | 606                                                  |                                                      |
| 1850 | 1850                                                 |                                                      | 697                                                  |                                                      |
| 1860 | 1860                                                 |                                                      | 741                                                  |                                                      |
| 1870 | 1870                                                 |                                                      | 744                                                  |                                                      |
| 1880 | 1880                                                 |                                                      | 775                                                  |                                                      |
| 1890 | 1890                                                 |                                                      | 758                                                  |                                                      |
| 1900 | 1900                                                 |                                                      | 709                                                  |                                                      |
| 1910 | 1910                                                 |                                                      | 628                                                  |                                                      |
| 1920 | 1920                                                 |                                                      | 589                                                  |                                                      |
| 1930 | 1930                                                 |                                                      | 467                                                  |                                                      |
| 1940 | 1940                                                 |                                                      | 416                                                  |                                                      |
| 1950 | 1950                                                 |                                                      | 350                                                  |                                                      |
| 1960 | 1960                                                 |                                                      | 305                                                  |                                                      |
| 1970 | 1970                                                 |                                                      | 261                                                  |                                                      |
| 1980 | 1980                                                 |                                                      | 217                                                  |                                                      |
| 1990 | 1990                                                 |                                                      | 160                                                  |                                                      |
| Anm: Källor: Umeå universitet - Tabellverket 1749-1859, Demografiska databasen, CEDAR, Umeå universitet |                                                      |                                                      |                                                      |                                                      |